# Tordinci
Tordinci är en ort i Kroatien.   Den ligger i länet Srijem, i den östra delen av landet, 230 km öster om huvudstaden Zagreb. Tordinci ligger 84 meter över havet och antalet invånare är 840.
Terrängen runt Tordinci är mycket platt. Runt Tordinci är det ganska tätbefolkat, med 56 invånare per kvadratkilometer. Närmaste större samhälle är Vinkovci, 9,1 km söder om Tordinci. Trakten runt Tordinci består till största delen av jordbruksmark.